# محمد شاكر خضير
محمد شاكر خضير (2 فبراير 1983 -) مخرج ومونتير مصري قام بإخراج العديد من المسلسلات والبرامج والإعلانات.

## عن حياته
ولد محمد شاكر خضير في حي الدقي بالقاهرة، ودرس الإخراج في المعهد العالي للسينما بأكاديمية الفنون المصرية وتخرج منه عام 2004. بدأ مشواره من خلال إخراج حلقات برنامج أفيش وتشبيه، وبعدها قام بإخراج المسلسل القصير عرض خاص، وبعد ذلك أخرج فيلم هاتولي راجل بطولة أحمد الفيشاوي وإيمي سمير غانم ودينا الشربيني. اختفى شاكر خضير لفترة وبعد ذلك عاد ليقدم أولى تجاربه في الدراما التليفزيونية من خلال مسلسل طريقي للفنانة شيرين عبد الوهاب، وانطلق بعد ذلك ليقدم مسلسل جراند أوتيل بطولة عمرو يوسف وأمينة خليل ومحمد ممدوح ودينا الشربيني ولاقى العمل نجاحاً جماهيريا كبيراً. استكمل محمد شاكر خضير مشواره وقدم مسلسل لا تطفئ الشمس المأخوذ عن رواية الكاتب إحسان عبد القدوس، والتى تحمل نفس الاسم.

## أعماله
| اسم المسلسل          | سنة الإنتاج | تأليف                  |
| -------------------- | ----------- | ---------------------- |
| عرض خاص              | 2010        | تامر إبراهيم           |
| طريقي                | 2015        | تامر حبيب              |
| جراند أوتيل          | 2016        | تامر حبيب              |
| لا تطفىء الشمس       | 2017        | تامر حبيب              |
| في كل أسبوع يوم جمعة | 2020        | إبراهيم عبد المجيد     |
| تحت الوصاية          | 2023        | خالد دياب - شيرين دياب |
| إخواتي               | 2025        | مهاب طارق              |

| اسم الفيلم  | سنة الإنتاج | تأليف     |
| ----------- | ----------- | --------- |
| هاتولي راجل | 2013        | كريم فهمي |
| واحد تاني   | 2022        | هيثم دبور |

## وصلات خارجية
- محمد شاكر خضير على موقع الدهليز
- محمد شاكر خضير على موقع قاعدة بيانات الأفلام العربية